# Levelingen
Levelingen (luxemburgisch Liewelⓘ, französisch Levelange) ist eine Ortschaft in der Gemeinde Beckerich im Kanton Redingen im Großherzogtum Luxemburg.

## Lage
Levelingen ist die nördlichste Ortschaft der Gemeinde Beckerich. Sie liegt im Westen Luxemburgs, nahe der belgischen Grenze im Tal des kleinen Flusses Pall, der mitten durch die kleine Ortschaft fließt. Nachbarorte sind im Südwesten Oberpallen und im Südosten Beckerich.

## Allgemeines
Leveligen ist ein kleines Dorf und besteht aus 20 Häusern. Die kleine Kapelle ist der hl. Walburga geweiht und wurde 1761 erbaut. Die Kapelle gehört zur Pfarre Beckerich.